# Gülaldı, Hilvan
Gülaldı là một xã thuộc huyện Hilvan, tỉnh Şanlıurfa, Thổ Nhĩ Kỳ. Dân số thời điểm năm 2011 là 82 người.